# Arthur Sulley
Arthur Sulley   (Guisborough, 8 de novembre de 1906 - Derby, 7 de novembre de 1994) fou un remer que feia de timoner anglès, guanyador d'una medalla olímpica.
Va estudiar a la Universitat de Cambridge. El 1928 i 1929 va guanyar la Regata Oxford-Cambridge. Membre del Thames Rowing Club, el 1928 guanyà la Grand Challenge Cup a la Henley Royal Regatta. El 1928 va prendre part en els Jocs Olímpics d'Amsterdam, on disputà dues proves del programa de rem. En la prova del vuit amb timoner guanyà la medalla de plata, mentre en la del quatre amb timoner quedà eliminat en sèries.